# Маховик времени
| Оригинал    | Росмэн          | Народные переводы | Мария Спивак | Бялко—Левитова |
| ----------- | --------------- | ----------------- | ------------ | -------------- |
| Time Turner | Маховик времени | Хроноворот        | Времяворот   | Времявспять    |

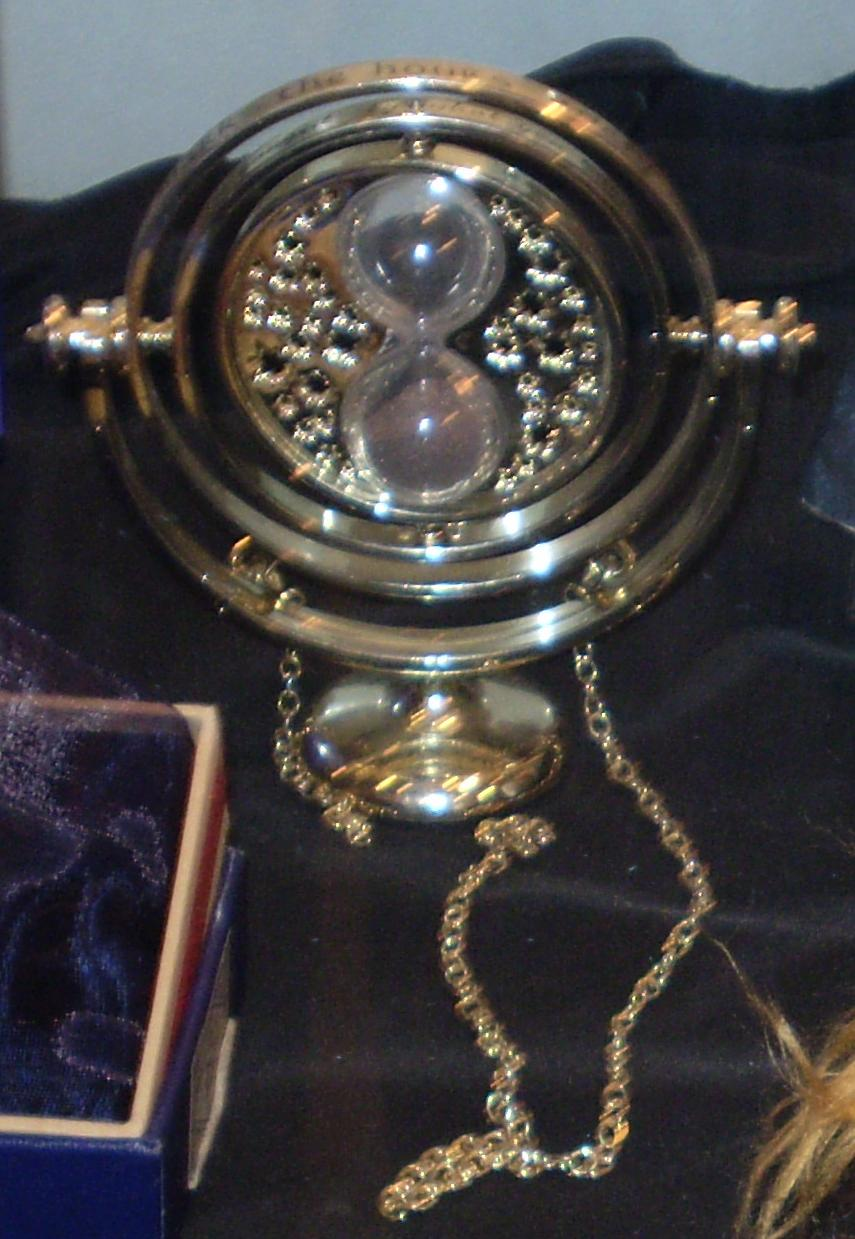
Маховик времени

Маховик времени — магический предмет, позволяющий вернуться в недалёкое прошлое, золотой кулон в виде песочных часов на цепочке. Пользователь переворачивает подвеску в виде песочных часов, причем количество поворотов соответствует количеству часов, необходимых для путешествия назад.В третьей книге и фильме в "Гарри Поттер и узник Азкабана" его использовала Гермиона Грейнджер, чтобы посещать как можно большее количество уроков.
Если тот, кто использует маховик, встретится со своим прототипом в прошлом, то это приведёт к непредсказуемым последствиям. Все маховики времени были уничтожены в книге «Гарри Поттер и Орден Феникса», во время битвы в Министерстве Магии.
Однако маховики времени, это важные магические устройства, вновь всплывают в книге «Проклятое дитя», где выясняется, что принцип, известный как Закон Крокера, ограничивает все разрешенные законом Маховики времени путешествием максимум на пять часов в прошлое, а любое более продолжительное время будет создавать волновые эффекты, которые могут навредить либо путешественнику во времени, либо самому времени.